# Стјепан Иштванек
Стјепан Аралов Иштванек (Крижевци, 1895 – Совјетски Савез, 7. октобар 1938) је био југословенски револуционар и учесник Октобарске револуције.

## Биографија
Рођен је 1895. године у Крижевцима код Загреба. Био је члан Социјалдемократске странке Хрватске и Славоније.
Био је један од Југословена који су се борили на страни Октобарске револуције. Године 1921. био је комесар 22. етапног батаљона на Западном фронту. Фебруара те године је писао:
У вези с догађајима у Југославији и, точније, у Кроацији, имам врућу жељу да се вратим у домовину и да тамо порадим у корист свјетске револуције.
Ухапшен је октобра 1937. године, као заменик управника московског пристаништа. Стрељан је 7. октобра 1938. а његова супруга и деца били су протерани из Москве.
Рехабилитован је 1959. године у Совјетском Савезу.